# Constitución española de 1845
La Constitución española de 1845 fue la norma suprema durante el reinado efectivo de Isabel II, que sustituyó a la Constitución de 1837 norma suprema durante su minoría de edad. La Constitución de 1845 estuvo vigente hasta la proclamación de la constitución española de 1869, aunque hubo varios intentos para sustituirla en 1852 y durante el bienio progresista (1854-1856). Fue la expresión constitucional del doctrinarismo español.

## Orígenes y contexto histórico
Se sitúa el inicio de la década moderada, tras concluir el periodo de regencias y declararse en 1843 la mayoría de edad de Isabel II aunque sólo contaba con trece años de edad. El paso de los moderados al poder comienza con la dimisión de Espartero como regente y con la asunción de la presidencia del Consejo de Ministros por el general Ramón María Narváez. En su primer gobierno, de casi dos años de duración, configuró la base política de la década moderada.

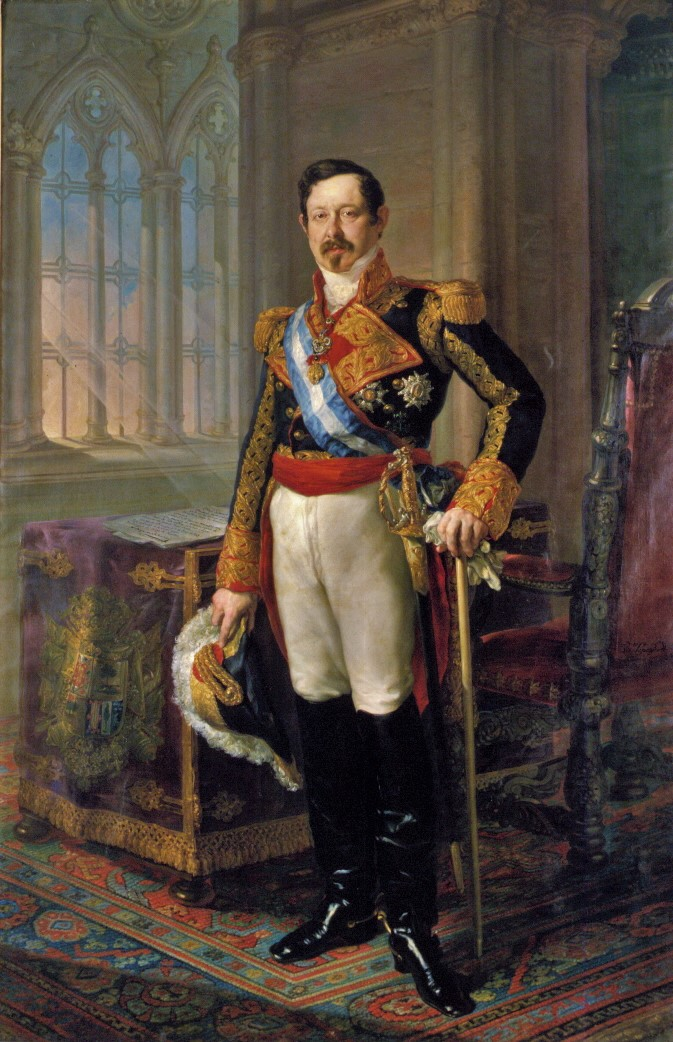
Ramón María Narváez

Cuando en mayo de 1844 el general Ramón María Narváez se hizo cargo del gobierno, los moderados estaban divididos respecto a la necesidad de reformar la Constitución de 1837 entonces vigente -incluso el grupo más reaccionario encabezado por el marqués de Viluma abogaba por su derogación y la vuelta a la carta otorgada del Estatuto Real de 1834-. Narváez se inclinó finalmente por la opción de la reforma defendida por el grupo liderado por Alejandro Mon y Pedro José Pidal frente al grupo de moderados "puritanos" que defendían su mantenimiento porque su aprobación había sido fruto del consenso entre los dos grandes partidos liberales, moderados y progresistas, lo que les permitiría alternarse en el gobierno sin tener que cambiar de Constitución cada vez que se cambiaba el gobierno.
En realidad lo que defendían Mon y Pidal era elaborar una nueva Constitución pues los cambios que proponían eran muy importantes: sustituir el principio de la soberanía nacional por el de la "soberanía compartida" entre el rey y las Cortes, lo que situaba en un mismo plano a la Corona y a la Nación y reforzaba los poderes de la primera; y la sustitución del Senado electivo por uno designado por la Corona, que además sería vitalicio. Estos cambios fueron completamente rechazados por los progresistas, algunos de los cuales incluso abogaban por recortar los poderes que había concedido a la Corona la Constitución de 1837, especialmente en cuanto a la suspensión y disolución de las Cortes, mientras la mayoría de los progresistas se alineaba con los moderados "puritanos" en su defensa de la Constitución de 1837 sin introducir ningún cambio.
Para llevar a cabo la reforma de la Constitución Narváez convocó elecciones para el verano de 1844 en la que los progresistas no participaron porque estaban a favor de mantener intacta la Constitución y porque sus principales líderes estaban en prisión o huidos como consecuencia de las revueltas progresistas que se produjeron en febrero y marzo de 1844 tras las elecciones de enero en las que denunciaron la "influencia" del gobierno moderado de Luis González Bravo en el resultado de las mismas. Así fue como los moderados pudieron aprobar sin ningún tipo de oposición la nueva Constitución hecha a su medida. Solamente el periódico líder del progresismo, El Eco del Comercio, atacó encarnizadamente la elaboración de esta constitución, sobre todo en su "Suplemento", escrito por el gran periodista liberal Félix Mejía; sin embargo, Ramón María Narváez encontró la manera de prohibirlo en 1845.
Así pues, la Constitución de 1845 no fue el resultado de ningún proceso constituyente. En vez de eso, unas Cortes ordinarias reformaron la Constitución de 1837 de tal forma que dieron lugar a un texto nuevo. La reforma la llevaron a cabo los moderados que ocuparon los puestos de la Comisión encargada de estudiar el texto. Además en la Comisión estaba prácticamente todo el Gobierno, por lo que el ejecutivo intervino ostensiblemente. El resultado fue un texto de carácter doctrinario, no fruto de la soberanía nacional.

## Articulado
En el preámbulo se explicita la soberanía compartida, al destacar la voluntad real para dar forma a la Constitución. El término de soberanía nacional desaparece del texto y el artículo 12 establece que la potestad de hacer las leyes reside en las Cortes con el Rey. El monarca aumenta considerablemente su poder y autonomía. El Congreso pierde poder frente al Rey y se plantea la limitación de sufragio que se hará efectiva con la ley electoral de 1846. En cuanto al Senado, deja de ser semielectivo para ser enteramente de nombramiento regio. Se va asemejando a la Cámara de los Lores británica pero sin llegar a ser hereditario, aunque sí vitalicio. Por su parte, el Congreso de los Diputados estaría integrado por representantes elegidos por sufragio censitario por los electores de mayores rentas del país, aunque estos no llegaban a representar el 1% de la población.  
La división de poderes queda oscurecida y no se habla de un "poder judicial", aunque se reconocía el principio de inamovilidad de los jueces en su artículo 69. El poder local se supeditaba al gobierno siendo nombrados directamente los alcaldes de los principales núcleos de población. El artículo 80 negaba la representatividad de las provincias de Ultramar al estar regidas por leyes especiales.
Al igual que en la Constitución de 1837, no se desarrollan expresamente las libertades individuales, recogiéndose algunas de manera salpicada. Pero a diferencia de la constitución anterior, aquí se matiza la libertad de prensa, desapareciendo las alusiones a los jurados que debían juzgar los delitos de imprenta. De esta forma la libertad de imprenta queda en control del ejecutivo.
En materia religiosa se intentó seguir una línea de aproximación a la Iglesia católica que se concretará en el concordato de 1851. El artículo 11 declara que la católica es la religión de la nación y que el Estado está obligado a sufragar el mantenimiento del culto. Sin embargo, no prohíbe el resto de religiones, aunque tampoco las permite.